# Presidio di San Francisco
Il Presidio di San Francisco (nome originale El Presidio Real de San Francisco o Royal Presidio of San Francisco) è un parco situato sulla punta settentrionale della penisola di San Francisco, nella città di San Francisco, rientrante nel Golden Gate National Recreation Area. È un punto molto particolare della città perché è caratterizzato da villette, colline, parchi ed anche perché offre un punto di vista panoramico sulla baia di San Francisco.

## Storia
Il Presidio era originariamente un forte spagnolo voluto il 28 marzo 1776 da Juan Bautista de Anza, ma costruito un anno più tardi da José Joaquín Moraga. Nel 1848 si stabilì l'esercito statunitense, e lì vissero anche alcuni generali, tra cui William Sherman e John Pershing. Fino alla sua chiusura nel 1995, risiedeva la base militare degli Stati Uniti, che è rimasta attiva per tutto il tempo.